# Diócesis de Cúcuta
La diócesis de Cúcuta (en latín: Dioecesis Cucutensis) es una circunscripción eclesiástica de la Iglesia católica en Colombia. Se trata de una diócesis latina, sufragánea de la arquidiócesis de Nueva Pamplona. Desde el 4 de octubre de 2021 su obispo es José Libardo Garcés Monsalve. 

## Territorio y organización
La diócesis tiene 2200 km² y extiende su jurisdicción sobre los fieles católicos de rito latino residentes en parte del departamento de Norte de Santander, comprendiendo los municipios de Bucarasica, Los Patios, Villa Caro, Villa del Rosario, Lourdes, Gramalote, Santiago, San Cayetano, el corregimiento de El Carmen de Nazareth en el municipio de Salazar de Las Palmas, y parte de los municipios de Cúcuta, El Zulia y Sardinata.
Limita con la diócesis de Ocaña al occidente, la diócesis de Tibú al norte; con la República Bolivariana de Venezuela al este; con la arquidiócesis de Nueva Pamplona al sur.
La sede de la diócesis se encuentra en la ciudad de Cúcuta, en donde se halla la Catedral de San José y la basílica santuario de Nuestra Señora del Rosario de Chiquinquirá
En 2021 en la diócesis existían 108 parroquias agrupadas en 14 decanatos, a su vez agrupados en 4 vicarías: San José, San Pío X, San Luis y San Rafael.
| Vicaría    | Decanato                                                                                  |
| San José   | - San José - Espíritu Santo - Nuestra Señora del Perpetuo Socorro - San Francisco de Asís |
| San Pio X  | - Cristo Sacerdote - María Reina - Asunción de María - Cristo Maestro                     |
| San Luis   | - San PABLO - Nuestra Señora del Rosario - Sagrada Familia - San Judas Tadeo              |
| San Rafael | - San Martín de Sardinata - Nuestra Señora de Lourdes                                     |

## Historia

### Antecedentes
Hasta 1835 el territorio santandereano formaba parte de la arquidiócesis de Bogotá. El 25 de septiembre de ese año, el papa Gregorio XVI erigió la diócesis de Nueva Pamplona, desmembrada de ella, con territorio comprendido entre los límites con Venezuela por el oriente y el río Magdalena por el occidente; limitando por el norte con la diócesis de Santa Marta (de la cual formaba parte entonces el territorio de Ocaña) y por el sur con la misma arquidiócesis de Bogotá.
El 20 de marzo de 1895 el papa León XIII segregó de Nueva Pamplona la diócesis de El Socorro y posteriormente, en 1923 y 1945 respectivamente Pío XI y Pío XII desmembraron las prefecturas apostólicas del Río Magdalena (hoy diócesis de Barrancabermeja) y de Labateca (desapareció en 1956, en el momento de ser elevada Nueva Pamplona a la categoría de arquidiócesis).
En 1951 fue erigida la prelatura nullius de Bertrania en el Catatumbo (hoy diócesis de Tibú) y un año más tarde la diócesis de Bucaramanga (hoy arquidiócesis), en ambos casos con territorio desmembrado de Nueva Pamplona, con lo cual esta diócesis perdió mucho territorio.
Para mediados del siglo XX la ciudad de Cúcuta, capital del departamento, ya contaba con un crecimiento y progreso notable, debido en gran parte a su característica de ciudad fronteriza de Colombia con Venezuela. Sin embargo, en lo eclesiástico dependía de Nueva Pamplona, ciudad que aunque también era de origen colonial, era muy inferior en su aspecto industrial y comercial.
Por lo cual, años atrás nació en Cúcuta el anhelo de ser capital eclesiástica y para tal fin existía dos soluciones: 1°. creación de la concátedra de Cúcuta, de modo que el nombre de la circunscripción sea Nueva Pamplona-Cúcuta, como ha sucedido en otros casos; 2°. erección de la nueva diócesis de Cúcuta, desmembrada de Nueva Pamplona.
En 1955 el nuncio apostólico Paulo Bértoli sugirió a la Santa Sede la conveniencia de la erección de la nueva diócesis de Cúcuta. La Santa Sede resolvió acceder a los deseos de la nunciatura y para indemnizar en cierto modo a la diócesis de Nueva Pamplona, por la nueva perdida territorial, le da la categoría de arquidiócesis, de la cual será sufragánea la nueva diócesis de Cúcuta.

### Diócesis
La diócesis fue erigida el 29 de mayo de 1956 mediante la bula Ecclesiarum omnium del papa Pío XII, obteniendo el territorio de la diócesis de Nueva Pamplona, que ese mismo día fue elevada al rango de arquidiócesis metropolitana. En esa misma fecha se nombró como primer obispo de la nueva diócesis de Cúcuta, a Luis Pérez Hernández, hasta el momento obispo titular de Arado y auxiliar de la arquidiócesis de Bogotá.
El 7 de abril de 1960, con la carta apostólica Beatum Joseph, el papa Juan XXIII proclamó a san José patrono de la diócesis.
A Pérez Hernández lo sucedió Pablo Correa León (entre el 22 de julio de 1959 y el 27 de julio de 1970), quien al presentar su renuncia por enfermedad, pasó a ser el primer obispo emérito de Cúcuta. Después estuvo al frente de la diócesis Pedro Rubiano Sáenz, entre el 2 de junio de 1971 y el 26 de marzo de 1983 cuando fue nombrado arzobispo coadjutor de Cali.
La diócesis fue dirigida luego por Alberto Giraldo Jaramillo, entre el 26 de julio de 1983 y el 18 de diciembre de 1990, cuando fue nombrado arzobispo de Popayán. Lo sucedió Rubén Salazar Gómez, pastor de esta circunscripción entre el 11 de febrero de 1992 y el 18 de marzo de 1999, cuando fue nombrado arzobispo de Barranquilla.
El seminario mayor de la diócesis fue inaugurado el 19 de marzo de 1986.
El 9 de noviembre de 1999 fue nombrado obispo de Cúcuta Óscar Urbina Ortega, quien estuvo al frente de la diócesis hasta que fue nombrado arzobispo de Villavicencio el 30 de noviembre de 2007.
A finales de noviembre de 2008 fue nombrado como nuevo obispo Jaime Prieto Amaya, quien asumió el gobierno pastoral de la circunscripción en el primer trimestre de 2009. Prieto Amaya falleció en Bogotá el 25 de agosto de 2010 luego de una enfermedad.
Asumió como administrador apostólico Luis Madrid Merlano, arzobispo de Nueva Pamplona. El 16 de julio de 2011 fue nombrado como nuevo obispo de Cúcuta Julio Cesar Vidal Ortiz, hasta ese momento obispo de Montería.
Julio Cesar Vidal Ortiz se desempeñó como octavo obispo de la diócesis de Cúcuta durante cuatro años, hasta el 24 de julio de 2015, día en el cual el papa Francisco aceptó la renuncia canónica por él presentada por enfermedad o causa grave, convirtiéndose en el segundo obispo emérito de Cúcuta después de cuarenta y cinco años del fallecimiento de Pablo Correa León; a su vez el papa Francisco nombró en esa misma fecha a Víctor Manuel Ochoa Cadavid como nuevo obispo.
Durante el periodo comprendido entre el 24 de julio de 2015 al 14 de agosto del mismo año asumió como administrador apostólico Omar Alberto Sánchez Cubillos, O.P. 
El 15 de agosto en la Solemnidad de la Asunción de la Santísima Virgen María, en una ceremonia realizada en la iglesia catedral de San José de Cúcuta tomó posesión canónica de la sede episcopal Víctor Manuel Ochoa Cadavid, como noveno obispo de esta diócesis.
En el marco del Jubileo Extraordinario de la Misericordia, por mandato del papa Francisco, Víctor Manuel Ochoa Cadavid inauguró el Año Santo de la Misericordia sábado 12 de diciembre de 2015 en la Fiesta de Nuestra Señora de Guadalupe y Vísperas del Tercer Domingo de Adviento, con la apertura de la Puerta Santa de la Iglesia Catedral de San José de Cúcuta y en los días siguientes en las iglesias mayores de San Luis Gonzaga, San Antonio de Padua, Nuestra Señora de Lourdes (Municipio de Lourdes) y San Rafael de Gramalote (municipio de Gramalote). Con el fin de lograr que ningún fiel laico quede excluido de la Misericordia del amor de Dios.
A su vez la apertura de este Jubileo Extraordinario de la Misericordia, marca el inicio del año de finalización del Sínodo Diocesano, y el Año Santo de la diócesis de Cúcuta con motivo de sus 60 años de historia.

## Estadísticas
Según el Anuario Pontificio 2022 la diócesis tenía a fines de 2021 un total de 900 640 fieles bautizados.
| Año                                                                             | Población            | Población | Población      | Sacerdotes | Sacerdotes    | Sacerdotes    | Bautizados por sacerdote | Diáconos permanentes | Religiosos | Religiosos | Parroquias |
| Año                                                                             | Bautizados católicos | Total     | % de católicos | Total      | Clero secular | Clero regular | Bautizados por sacerdote | Diáconos permanentes | Varones    | Mujeres    | Parroquias |
| ------------------------------------------------------------------------------- | -------------------- | --------- | -------------- | ---------- | ------------- | ------------- | ------------------------ | -------------------- | ---------- | ---------- | ---------- |
| 1966                                                                            | 251 000              | 253 000   | 99.2           | 70         | 32            | 38            | 3585                     |                      | 36         | 266        | 22         |
| 1970                                                                            | 297 000              | 300 000   | 99.0           | 74         | 33            | 41            | 4013                     |                      | 71         | 273        | 26         |
| 1976                                                                            | 395 964              | 400 015   | 99.0           | 62         | 32            | 30            | 6386                     |                      | 45         | 237        | 32         |
| 1980                                                                            | 428 550              | 453 000   | 94.6           | 64         | 32            | 32            | 6696                     |                      | 50         | 260        | 35         |
| 1990                                                                            | 545 000              | 620 000   | 87.9           | 101        | 56            | 45            | 5396                     | 8                    | 50         | 117        | 47         |
| 1999                                                                            | 675 000              | 750 000   | 90.0           | 107        | 76            | 31            | 6308                     | 9                    | 42         | 233        | 72         |
| 2000                                                                            | 675 000              | 750 000   | 90.0           | 109        | 77            | 32            | 6192                     | 9                    | 40         | 250        | 90         |
| 2001                                                                            | 678 000              | 750 000   | 90.4           | 123        | 85            | 38            | 5512                     | 9                    | 47         | 221        | 76         |
| 2002                                                                            | 675 000              | 750 000   | 90.0           | 125        | 86            | 39            | 5400                     | 8                    | 47         | 208        | 78         |
| 2003                                                                            | 682 000              | 760 000   | 89.7           | 125        | 91            | 34            | 5456                     | 8                    | 42         | 227        | 78         |
| 2004                                                                            | 708 000              | 790 000   | 89.6           | 129        | 93            | 36            | 5488                     | 7                    | 42         | 230        | 78         |
| 2006                                                                            | 722 000              | 803 000   | 89.9           | 127        | 100           | 27            | 5685                     | 7                    | 35         | 237        | 85         |
| 2013                                                                            | 801 000              | 878 000   | 91.2           | 155        | 123           | 32            | 5167                     | 8                    | 39         | 174        | 94         |
| 2016                                                                            | 842 442              | 926 918   | 90.9           | 165        | 134           | 31            | 5105                     | 6                    | 38         | 118        | 102        |
| 2019                                                                            | 871 000              | 958 280   | 90.9           | 159        | 130           | 29            | 5477                     | 6                    | 34         | 131        | 101        |
| 2021                                                                            | 900 640              | 1 059 580 | 85.0           | 163        | 136           | 27            | 5525                     | 5                    | 31         | 143        | 108        |
| Fuente: Catholic-Hierarchy, que a su vez toma los datos del Anuario Pontificio. |                      |           |                |            |               |               |                          |                      |            |            |            |

## Episcopologio
| Orden | Imagen | Obispo                                          | Fecha de nombramiento         | Final                                                       | Notas |
| 1.º   |        | Luis Pérez Hernández, C.I.M. † (1894-1959)      | 29 de mayo de 1956            | 28 de junio de 1959 falleció                                | Nombrado por el papa Pío XII, falleció en Bogotá. |
| 2.º   |        | Pablo Correa León † (1918-1980)                 | 22 de julio de 1959           | 27 de julio de 1970 renunció                                | Nombrado por el papa Juan XXIII siendo obispo auxiliar de Bogotá. Tomó posesión el 11 de noviembre de 1959. Tras renunciar por motivos de salud, el papa Pablo VI lo nombró presidente del Tribunal Eclesiástico Nacional, cargo que ejerció hasta el 19 de agosto de 1980, cuando falleció. |
| 3.º   |        | Pedro Rubiano Sáenz † (1932-2024)               | 2 de junio de 1971            | 26 de marzo de 1983 nombrado arzobispo coadjutor de Cali    | Nombrado por el papa Pablo VI, fue consagrado el 11 de julio de 1971, convirtiéndose en el momento como el obispo más joven de Colombia, con 38 años. Tomó posesión el 7 de agosto de 1971. Fue el período episcopal más largo de la diócesis de Cúcuta con 11 años y 7 meses.               |
| 4.º   |        | Alberto Giraldo Jaramillo, P.S.S. † (1934-2021) | 26 de julio de 1983           | 18 de diciembre de 1990 nombrado arzobispo de Popayán       | Nombrado por el papa Juan Pablo II siendo obispo de Chiquinquirá. Tomó posesión el 17 de septiembre de 1983. |
| 5.º   |        | Rubén Salazar Gómez (n. 1942)                   | 11 de febrero de 1992         | 18 de marzo de 1999 nombrado arzobispo de Barranquilla      | Nombrado por el papa Juan Pablo II, recibió la ordenación episcopal el 25 de marzo de 1992 y tomó posesión el 28 de marzo de 1992. |
| 6.º   |        | Óscar Urbina Ortega (n. 1947)                   | 9 de noviembre de 1999        | 30 de noviembre de 2007 nombrado arzobispo de Villavicencio | Nombrado por el papa Juan Pablo II siendo obispo titular de Forconio y auxiliar de Bogotá. Tomó posesión el 10 de diciembre de 1999. |
| 7.º   |        | Jaime Prieto Amaya † (1941-2010)                | 1 de diciembre de 2008        | 25 de agosto de 2010 falleció                               | Nombrado por el papa Benedicto XVI, tomó posesión el 7 de febrero de 2009. Falleció de enfermedad en Bogotá. Fue el período episcopal más corto en la diócesis de Cúcuta con un año y seis meses.                                                                                            |
| 8.º   |        | Julio César Vidal Ortiz (n. 1944)               | 16 de julio de 2011           | 24 de julio de 2015 renunció                                | Nombrado por el papa Benedicto XVI siendo obispo de Montería, tomó posesión el 10 de septiembre de 2011. |
| 9.º   |        | Víctor Manuel Ochoa Cadavid † (1962-2025)       | 24 de julio de 2015           | 7 de diciembre de 2020 nombrado obispo castrense            | Nombrado por el papa Francisco siendo obispo de Málaga-Soatá, tomó posesión el 15 de agosto de 2015. |
| 10.º  |        | José Libardo Garcés Monsalve (n. 1967)          | Desde el 4 de octubre de 2021 |                                                             | Nombrado por el papa Francisco siendo obispo de Málaga-Soatá, tomó posesión el 20 de noviembre de 2021. |